# Llamp globular

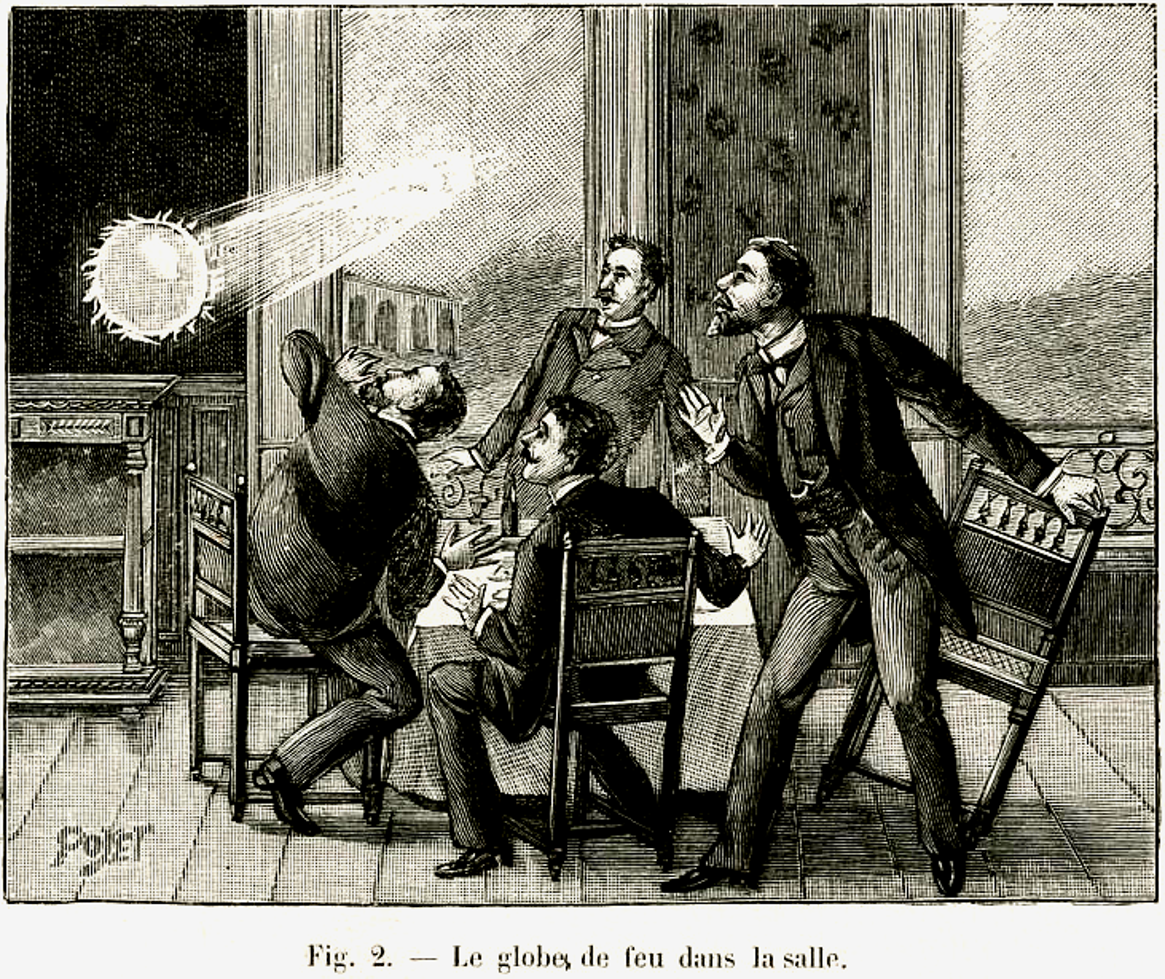
Gravat del mostrant un llamp globular.

El llamp globular és un llamp en forma de foc d'uns 20 cm de diàmetre (però que pot variar des d'1 cm a diversos llamps), que es desplaça lentament com si flotés en l'aire i desapareix amb un gran soroll quan ensopega amb algun obstacle. És un fenomen natural relacionat amb les tempestes elèctriques. Tanmateix, la seva existència com a fenomen físic està posada en dubte.
Es creu que pot ser una descàrrega que, a diferència d'un llamp corrent, és més persistent. Podria moure's lentament o ràpida o romandre gairebé estacionari. Podria fer sons sibilants, crepitants o no fer cap soroll. Nikola Tesla el 1904 informà que en produí un al laboratori i va fer un dels primers intents d'explicar-ho, però ell estava interessat en energia i alts voltatges i els llamps globulars eren per a ell poc més que curiositats. El Tsar Nicolau II de Rússia digué que ell en va ser testimoni.
Aquest fenomen apareix en una de les aventures de Tintin del dibuixant Hergé, Les set boles de cristall (Les sept boules de cristal, 1943-1944; àlbum 1948).

## Recerca científica
En experiments de laboratori s'han produït efectes similars als informes sobre llamps globulars. Les dades científiques sobre aquest fenomen són escasses, ja que és infreqüent i impredictible i, per tant, la seva naturalesa real és encara desconeguda
Científics de la Universitat d'Innsbruck han calculat que el camp magnètic dels llamps de llarga lluminositat pot produir la imatge de formes lluminoses (també conegudes com a fosfens) al cervell. Això podria explicar moltes de les observacions que s'han fet de llamps globulars. A més es destaca que al cervell s'estimularia amb un efecte similar al dels “electroxocs” usats en psiquiatria (estimulació magnètica transcranial,TMS)
En alguns casos es tractaria del foc de Sant Elm que ocorre en presència de metalls.